# Солотвин (Волынская область)
Солотвин (укр. Солотвин) — село в Голобской поселковой общине Ковельского района Волынской области Украины.
Код КОАТУУ — 0722184205. Население по переписи 2001 года составляет 194 человека. Почтовый индекс — 45093. Телефонный код — 3352. Занимает площадь 0,01 км².